# Cryptochilus
Cryptochilus là một chi thực vật có hoa trong họ Họ Lan.

## Hình ảnh

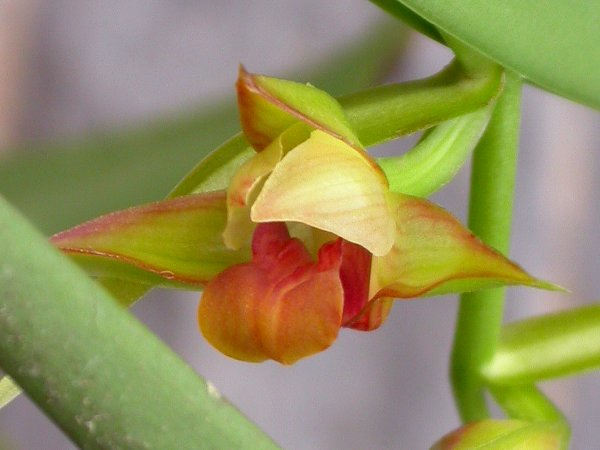